# Baerenkopf
Le Baerenkopf (Bärenkopf en allemand) est un sommet du massif des Vosges à la limite des communes de Lamadeleine-Val-des-Anges dans le département du Territoire de Belfort au sud et de Kirchberg dans le Haut-Rhin au nord. Il culmine à 1 074 mètres d'altitude.

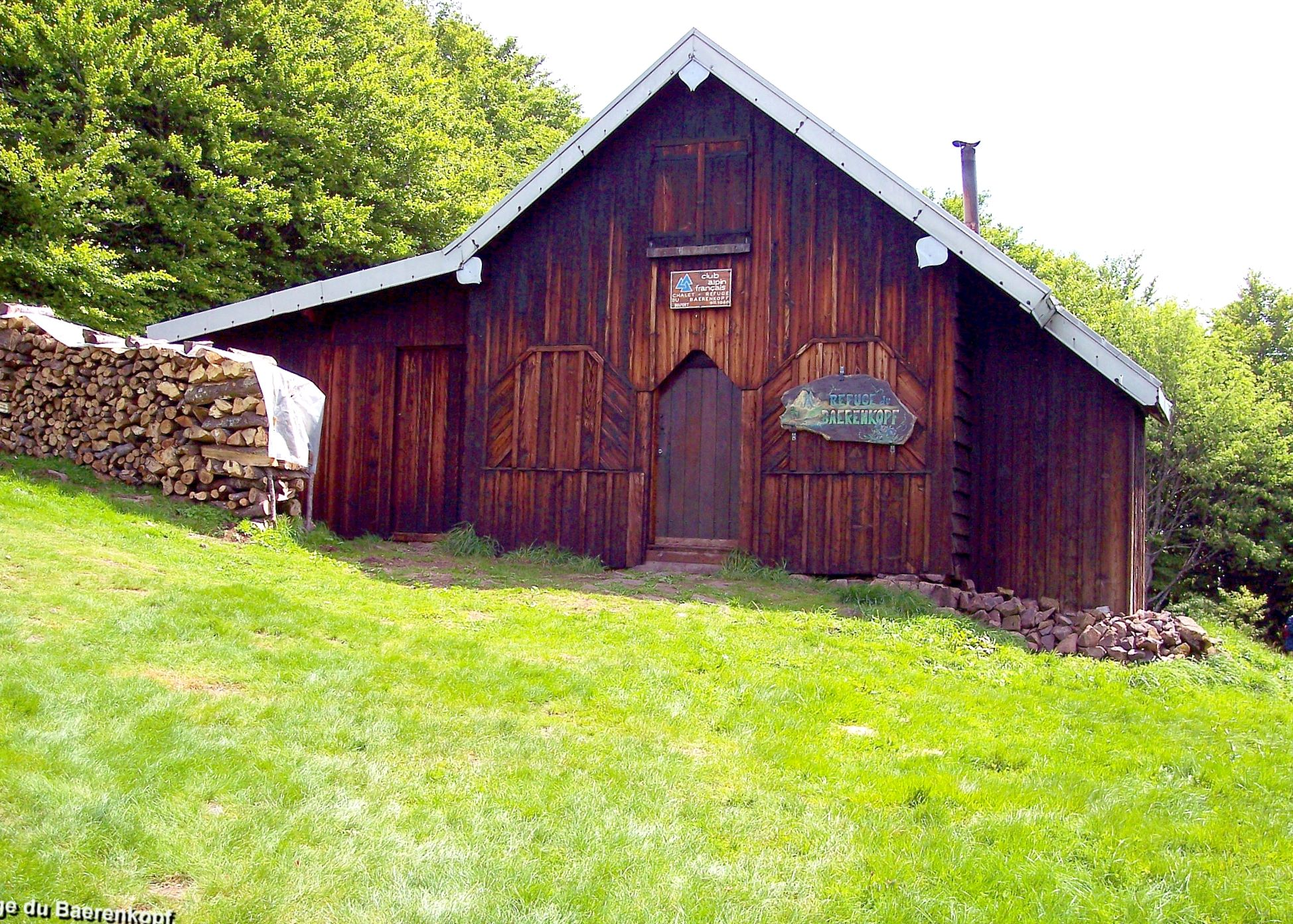
Refuge du Baerenkopf.

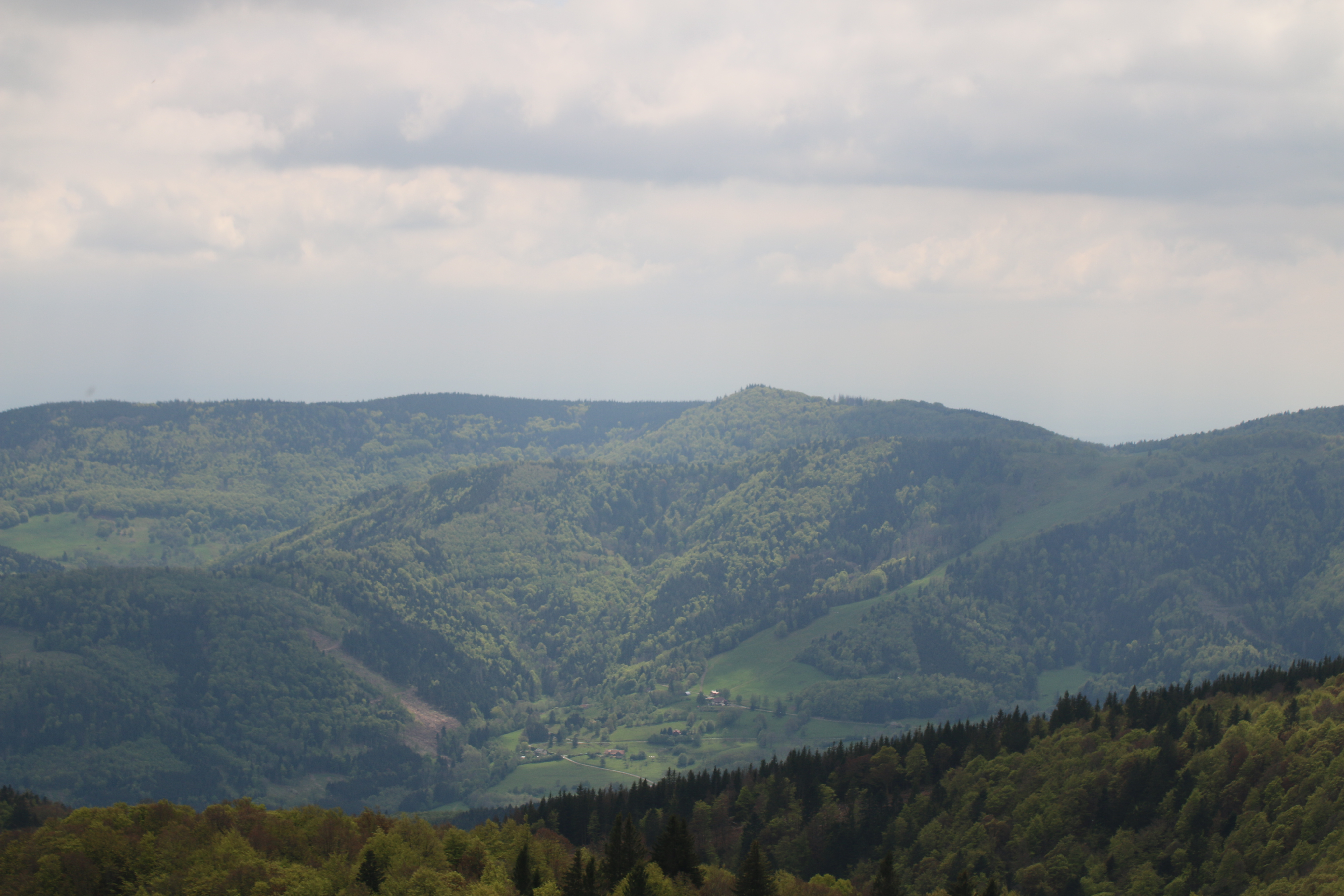
Le Baerenkopf depuis la tête des Perches au nord.